# Villaprovedo
Villaprovedo é um município da Espanha, na província de Palência, comunidade autónoma de Castela e Leão. Tem 26,42 km² de área e em 2021 tinha 52 habitantes (densidade: 2 hab./km²). Pertence à comarca de Boedo-Ojeda.